# Berchemia magna
Berchemia magna är en brakvedsväxtart som beskrevs av Gen-Iti Koidzumi. Berchemia magna ingår i släktet Berchemia och familjen brakvedsväxter. Inga underarter finns listade i Catalogue of Life.